# Synagoga Szlamy Epsztejna w Łodzi (ul. Widzewska 27)
Synagoga Szlamy Epsztejna w Łodzi – prywatny dom modlitwy znajdujący się w Łodzi w oficynie, na 1. piętrze dwupiętrowego budynku, przy ulicy Widzewskiej 27.
Synagoga została zbudowana w 1899 roku z inicjatywy Szlamy Epsztejna, Hersza Siemiatyckiego i Zachariasza Germana. Została ona przeniesiona z lokalu mieszczącego się przy Nowym Rynku 7. Mogła ona pomieścić 30 osób. Podczas II wojny światowej hitlerowcy zdewastowali synagogę.